# Univerzita v Newcastlu
Univerzita v Newcastlu (anglicky University of Newcastle upon Tyne) je veřejná výzkumná univerzita se sídlem v Newcastle upon Tyne, v severovýchodní Anglii. Má též zámořské kampusy v Singapuru a Malajsii. Jde o "červenocihlovou" univerzitu, která je členem Russell Group, sdružení britských univerzit s intenzivním výzkumem. Kořeny má ve School of Medicine and Surgery založené roku 1834. Poté byla dlouho pobočkou Durhamské univerzity. Samostatnou univerzitou se stala zákonem přijatým parlamentem v roce 1963. Univerzita se člení na tři fakulty: 1) humanitních a sociálních věd, 2) lékařských věd a 3) přírodovědeckou, zemědělskou a technickou fakultu. Univerzita má zapsáno přibližně 16 000 vysokoškolských a 5 600 postgraduálních studentů. Podle QS World University Rankings 2024 je 110. nejkvalitnější vysokou školou na světě.